# Luka Peruzović
Luka Peruzović (Spalato, 26 febbraio 1952) è un allenatore di calcio ed ex calciatore croato, di ruolo difensore.

## Caratteristiche tecniche
Giocava normalmente in posizione di difensore centrale.

## Carriera

### Giocatore

#### Club
Non ancora diciottenne, nel 1969 esordisce nella massima divisione jugoslava con la maglia dell'Hajduk Spalato. Nelle prime tre stagioni non trova molto spazio in squadra, tuttavia conquista un titolo e una Coppa nazionale; diventato titolare a partire dal 1972, vince in seguito altre 4 coppe e 3 titoli.
Lasciata la Jugoslavia, nel 1980 si trasferisce, insieme all'allenatore Tomislav Ivić, in Belgio. È infatti tra le file dell'Anderlecht: coi bianco-malva vince tre titoli belgi e la Coppa UEFA 1982-1983 prima di tornare nell'Hajduk nel 1986. Si ritira infine due anni dopo.

#### Nazionale
Esordisce nella Jugoslavia durante la seconda fase a gironi del campionato del mondo 1974, sostituendo al 78' Miroslav Pavlović nell'ininfluente sconfitta per 2-1 contro la Svezia (entrambe le squadre erano infatti già eliminate). Partecipa anche successivo al campionato d'Europa 1976, scendendo in campo nella semifinale persa 4-2 ai tempi supplementari contro la Germania Ovest.
Con la Nazionale disputa in totale 17 incontri fino al 1983, senza segnare gol.

### Allenatore
Comincia la carriera di allenatore nel 1989 nell'Hajduk. L'anno successivo torna in Belgio, sedendosi in seguito anche sulla panchina dell'Anderlecht e conquistando il titolo nel 1993 coi bianco-malva. Si trasferisce poi in Francia, dove vince la Division 2 alla guida dell'Olympique Marsiglia, poi guida per due stagioni lo Charleroi. Negli anni seguenti, dopo alcune brevi esperienze, anche in Turchia, nel 2003 passa ai qatarioti dell'Al-Sadd, con cui vince tra l'altro il campionato. Nel 2004 diventa invece commissario tecnico del Bahrein, mentre in seguito si siede anche sulla panchina dei tunisini dello Sfaxien.

## Statistiche

### Cronologia presenze e reti in nazionale
| Cronologia completa delle presenze e delle reti in nazionale ― Jugoslavia | Cronologia completa delle presenze e delle reti in nazionale ― Jugoslavia | Cronologia completa delle presenze e delle reti in nazionale ― Jugoslavia | Cronologia completa delle presenze e delle reti in nazionale ― Jugoslavia | Cronologia completa delle presenze e delle reti in nazionale ― Jugoslavia | Cronologia completa delle presenze e delle reti in nazionale ― Jugoslavia | Cronologia completa delle presenze e delle reti in nazionale ― Jugoslavia | Cronologia completa delle presenze e delle reti in nazionale ― Jugoslavia |
| Data                                                                      | Città                                                                     | In casa                                                                   | Risultato                                                                 | Ospiti                                                                    | Competizione                                                              | Reti                                                                      | Note                                                                      |
| ------------------------------------------------------------------------- | ------------------------------------------------------------------------- | ------------------------------------------------------------------------- | ------------------------------------------------------------------------- | ------------------------------------------------------------------------- | ------------------------------------------------------------------------- | ------------------------------------------------------------------------- | ------------------------------------------------------------------------- |
| 3-7-1974                                                                  | Düsseldorf                                                                | Jugoslavia                                                                | 1 – 2                                                                     | Svezia                                                                    | Mondiali 1974 - 2º turno                                                  | -                                                                         | 78’                                                                       |
| 16-4-1975                                                                 | Belfast                                                                   | Irlanda del Nord                                                          | 1 – 0                                                                     | Jugoslavia                                                                | Qual. Euro 1976                                                           | -                                                                         |                                                                           |
| 17-4-1976                                                                 | Belgrado                                                                  | Jugoslavia                                                                | 0 – 0                                                                     | Ungheria                                                                  | Amichevole                                                                | -                                                                         | 35’                                                                       |
| 17-6-1976                                                                 | Belgrado                                                                  | Jugoslavia                                                                | 2 – 4 dts                                                                 | Germania Ovest                                                            | Euro 1976 - Semifinale                                                    | -                                                                         | 106’                                                                      |
| 25-9-1976                                                                 | Roma                                                                      | Italia                                                                    | 3 – 0                                                                     | Jugoslavia                                                                | Amichevole                                                                | -                                                                         |                                                                           |
| 10-10-1976                                                                | Siviglia                                                                  | Spagna                                                                    | 1 – 0                                                                     | Jugoslavia                                                                | Qual. Mondiali 1978                                                       | -                                                                         |                                                                           |
| 30-1-1977                                                                 | Bogotà                                                                    | Colombia                                                                  | 0 – 1                                                                     | Jugoslavia                                                                | Amichevole                                                                | -                                                                         |                                                                           |
| 1-2-1977                                                                  | León                                                                      | Messico                                                                   | 5 – 1                                                                     | Jugoslavia                                                                | Amichevole                                                                | -                                                                         |                                                                           |
| 8-2-1977                                                                  | Monterrey                                                                 | Messico                                                                   | 0 – 1                                                                     | Jugoslavia                                                                | Amichevole                                                                | -                                                                         |                                                                           |
| 23-3-1977                                                                 | Belgrado                                                                  | Jugoslavia                                                                | 2 – 4                                                                     | Unione Sovietica                                                          | Amichevole                                                                | -                                                                         |                                                                           |
| 30-4-1977                                                                 | Belgrado                                                                  | Jugoslavia                                                                | 1 – 2                                                                     | Germania Ovest                                                            | Amichevole                                                                | -                                                                         |                                                                           |
| 8-5-1977                                                                  | Zagabria                                                                  | Jugoslavia                                                                | 0 – 2                                                                     | Romania                                                                   | Qual. Mondiali 1978                                                       | -                                                                         |                                                                           |
| 1-4-1979                                                                  | Nicosia                                                                   | Cipro                                                                     | 0 – 3                                                                     | Jugoslavia                                                                | Qual. Euro 1980                                                           | -                                                                         |                                                                           |
| 13-6-1979                                                                 | Zagabria                                                                  | Jugoslavia                                                                | 4 – 1                                                                     | Italia                                                                    | Amichevole                                                                | -                                                                         | 68’                                                                       |
| 1-6-1983                                                                  | Sarajevo                                                                  | Jugoslavia                                                                | 1 – 0                                                                     | Romania                                                                   | Amichevole                                                                | -                                                                         |                                                                           |
| 12-10-1983                                                                | Belgrado                                                                  | Jugoslavia                                                                | 2 – 1                                                                     | Norvegia                                                                  | Qual. Euro 1984                                                           | -                                                                         |                                                                           |
| 14-12-1983                                                                | Cardiff                                                                   | Galles                                                                    | 1 – 1                                                                     | Jugoslavia                                                                | Qual. Euro 1984                                                           | -                                                                         |                                                                           |
| Totale                                                                    |                                                                           | Presenze                                                                  | 18                                                                        |                                                                           | Reti                                                                      | 0                                                                         |                                                                           |

## Palmarès

### Giocatore

#### Competizioni nazionali
- Campionato jugoslavo: 4

Hajduk Spalato: 1970-1971, 1973-1974, 1974-1975, 1978-1979
- Coppa di Jugoslavia: 6  (record)

Hajduk Spalato: 1971-1972, 1973, 1974, 1975-1976, 1976-1977, 1983-1984, 1986-1987
- Campionato belga: 3

Anderlecht: 1980-1981, 1984-1985, 1985-1986

#### Competizioni internazionali
- Coppa UEFA: 1

Anderlecht: 1982-1983

### Allenatore

#### Competizioni nazionali
- Campionato belga: 1

Anderlecht: 1992-1993
- Ligue 2: 1

Olympique Marsiglia: 1994-1995
- Tweede klasse: 1

Charleroi: 2011-2012
- Campionato qatariota: 1

Al-Sadd: 2003-2004
- Emir of Qatar Cup: 1

Al-Sadd: 2003
- Qatar Crown Prince Cup: 1

Al-Sadd: 2003
- Coppa di Tunisia: 1

Sfaxien: 2009

#### Competizioni internazionali
- Coppa delle Coppe nordafricana: 1

Sfaxien: 2009